# Verjaardag van de Heilige Os
De verjaardag van de Heilige Os of verjaardag van de Ossengod is een traditionele Chinese feestdag dat gevierd wordt op de 1e dag van de 10e maand in de Chinese kalender. Het wordt gevierd in de Zuid-Guangdongse regio Dapengbandao. Op deze dag worden runderen verwend, als dank voor hun harde arbeid door het jaar. De koe is al eeuwen belangrijk in de Chinese landbouwcultuur; ze ploegen het land, geven melk en kunnen ook geslacht worden voor vlees en leer. Op deze dag wordt niuciba (牛糍粑; IPA: [ŋɐu tsʰi: pa:]) gemaakt, een zoete vegetarische lekkernij gemaakt van rijstmeel.